# Зосим (историк)
Зо́сим (Зо́сима, ср.-греч. Ζώσιμος) — византийский историк конца V века.

## Биография
Жил в Константинополе во 2-й половине V века, занимая, по словам Фотия, должность «комита и адвоката фиска», довольно высокий пост в финансовом управлении Византийской империи. Это всё, что о нём известно.
После выхода в отставку написал «Новую историю» в 6-ти книгах, труд по истории Римской империи от императора Августа до завоевания Рима Аларихом в 410 году. Конец 1-й и начало 2-й книги дошли до нас в виде кратких отрывков, переведённых на латинский язык.
Сочинение это выгодно отличается от большинства других исторических компиляций как краткостью и чистотой языка, так и знанием дела (хотя в его труде довольно много неточностей и ошибок), меткостью суждений и подчинением материала одной философской идее — стремлению раскрыть причины упадка Римской империи. Одной из этих причин Зосим считает распространение христианства, к которому относится враждебно (отсюда резкая критика деятельности Константина Великого и Феодосия I). Константинопольский патриарх и книголюб Фотий в своём отзыве на труд Зосима заметил, что тот почти полностью взял материал из «Истории» Евнапия из Сард, от «которого отличается только краткостью и менее оскорбительным описанием Стилихона».
Издания: Целлария (1679, 3 изд. Йена 1729), Райтемейера (Лпц., 1784), лучшее — Беккера (Бонн, 1837, в «Corp. Script. Hist. Byzant.»), Людов. Мендельсона (Лпц. 1889, изд. Тейбнера).

## Переводы
- В серии «Collection Budé» книга издана с французским переводом в 3 томах, в 5 книгах (édition et traduction François Paschoud).
- Зосим. Новая история :
  - Книга I / пер. и коммент. Н. Н. Болгова // Античный мир : материалы науч. конф., Белгород, 15 окт. 1999 г. / БелГУ, Рос. ассоц. антиковедов; отв. ред. Н. Н. Болгов. — Белгород, 1999. — С. 154—186.
  - Книга II. 1-7 // Иресиона. Античный мир и его наследие : материалы III междунар. науч. семинара к 130-летию Белгор. гос. ун-та и к 20-летию каф. всеобщ. истории БелГУ / БелГУ ; под ред. Н. Н. Болгова. — Белгород, 2006. — Вып. 3. — С. 136—141.
  - О Константине и основании Константинополя (II. 8-39) // Мир Византии : материалы междунар. науч. семинара, Белгород, 27-28 окт. 2006 г. : сб. / БелГУ ; отв. ред.-сост. Н. Н. Болгов. — Белгород, 2007. — С. 215—238.
  - Книга III // Проблемы истории, филологии, культуры. — М. — Магнитогорск — Новосибирск: Ин-т археологии РАН, 2007. — № 17. — С. 526—570.
  - Книга IV // Исторический альманах. 2015 (Ученые записки историко-филологического факультета НИУ «БелГУ». Выпуск 7). — Белгород: БелГУ, 2015. — С. 63—108.
  - Книга V // Проблемы историографии всеобщей истории : материалы междунар. науч. семинара, Белгород, 16 окт. 2000 г. / БелГУ ; отв. ред. Н. Н. Болгов. — Белгород, 2000. — С. 86—115.
  - Книга VI // Вопросы всеобщей истории и политологии (к двадцатилетию истор. фак. БелГУ) : сб. ст. / БелГУ ; редкол.: В. Е. Михайлов [и др.]. — Белгород, 1997. — С. 49—56.
  - Зосим. Новая история / Под ред. Н. Н. Болгова. — Белгород : Издательство Белгородского государственного университета, 2010. — 344 с.
  - Зосим Комит. История новых времен / Пер., ст., прим. Н. Н. Болгова. — М.: Дмитрий Сечин, 2024. — 568 с. — ISBN 978-5-6050937-1-8.